# نوجول
نوجول (بالكردية: نەوجول)‏ هي ناحية من نواحي قضاء طوز خوررماتوو، ضمن إدارة كرميان تعتبر الناحية من المناطق المتنازع عليها بين حكومة بغداد وحكومة إقليم كردستان. أستحدثت في عهد أحمد حسن البكر في عام 1972، وكانت ناحية تابعة لمحافظة كركوك.